# Collegio di Bracknell
Bracknell è un collegio elettorale inglese situato nel Berkshire e rappresentato alla Camera dei comuni del parlamento del Regno Unito. Elegge un membro del parlamento con il sistema maggioritario a turno unico; l'attuale parlamentare è Peter Swallow, eletto con il Partito Laburista nel 2024.

## Estensione

Bracknell dal 2010 al 2024

- 1997-2010: i ward del borgo di Bracknell Forest di Binfield, Bullbrook, Central Sandhurst, College Town, Crowthorne, Garth, Great Hollands North, Great Hollands South, Hanworth, Harmanswater, Little Sandhurst, Old Bracknell, Owlsmoor, Priestwood, Warfield e Wildridings, e i ward del distretto di Wokingham di Finchampstead North, Finchampstead South e Wokingham Without.
- 2010-2024: i ward del borgo di Bracknell Forest di Bullbrook, Central Sandhurst, College Town, Crown Wood, Crowthorne, Great Hollands North, Great Hollands South, Hanworth, Harmanswater, Little Sandhurst and Wellington, Old Bracknell, Owlsmoor, Priestwood and Garth e Wildridings and Central, e i ward del distretto di Wokingham di Finchampstead North, Finchampstead South e Wokingham Without.
- dal 2024: i ward del borgo di Bracknell Forest di Binfield North and Warfield West, Binfield South and Jennett's Park (parte), Bullbrook, Crowthorne, Easthampstead and Wildridings, Great Hollands, Hanworth, Harmans Water and Crown Wood, Owlsmoor and College Town, Priestwood and Garth, Sandhurst, Swinley Forest, Town Centre and The Parks e Whitegrove.

Il collegio di Bracknell è incentrato sulla città di Bracknell e sull'autorità di Bracknell Forest; confina con i collegi di Wokingham, Maidenhead, Windsor, Surrey Heath, Aldershot e North East Hampshire.

## Membri del parlamento
| Elezione | Elezione    | Deputato         | Partito      |
| -------- | ----------- | ---------------- | ------------ |
|          | 1997        | Andrew MacKay    | Conservatore |
| 2010     | Phillip Lee |                  | Conservatore |
|          | Phillip Lee | 2019             | Lib Dem      |
|          | 2019        | James Sunderland | Conservatore |
|          | 2024        | Peter Swallow    | Laburista    |

## Elezioni

### Elezioni negli anni 2020
| Partito                    | Partito                                           | Candidato                  | Risultati 4 luglio 2024 | Risultati 4 luglio 2024 |
| Partito                    | Partito                                           | Candidato                  | Voti                    | %                       |
| -------------------------- | ------------------------------------------------- | -------------------------- | ----------------------- | ----------------------- |
|                            | Laburista                                         | Peter Swallow              | 14 783                  | 33,72                   |
|                            | Conservatore                                      | James Sunderland           | 13 999                  | 31,93                   |
|                            | Reform UK                                         | Malcolm Tullett            | 7 445                   | 16,98                   |
|                            | Lib Dem                                           | Katie Mansfield            | 4 768                   | 10,88                   |
|                            | Verdi                                             | Emily Torode               | 2 166                   | 4,94                    |
|                            | Indipendente                                      | Olivio Barreto             | 480                     | 1,09                    |
|                            | Heritage                                          | Jason Reardon              | 196                     | 0,45                    |
|                            |                                                   |                            |                         |                         |
| Iscritti                   | Iscritti                                          | Iscritti                   | 71 660                  | 100,00                  |
| ↳ Votanti (% su iscritti)  | ↳ Votanti (% su iscritti)                         | ↳ Votanti (% su iscritti)  | 43 837                  | 61,17                   |
| ↳ Astenuti (% su iscritti) | ↳ Astenuti (% su iscritti)                        | ↳ Astenuti (% su iscritti) | 27 823                  | 38,83                   |
|                            |                                                   |                            |                         |                         |
|                            | Esito: collegio passa da Conservatore a Laburista |                            |                         |                         |

### Elezioni negli anni 2010
| Partito                    | Partito                                   | Candidato                  | Risultati 12 dicembre 2019 | Risultati 12 dicembre 2019 |
| Partito                    | Partito                                   | Candidato                  | Voti                       | %                          |
| -------------------------- | ----------------------------------------- | -------------------------- | -------------------------- | -------------------------- |
|                            | Conservatore                              | James Sunderland           | 31 894                     | 58,68                      |
|                            | Laburista                                 | Paul Bidwell               | 12 065                     | 22,20                      |
|                            | Lib Dem                                   | Kaweh Beheshtizadeh        | 7 749                      | 14,26                      |
|                            | Verdi                                     | Derek Florey               | 2 089                      | 3,84                       |
|                            | Indipendente                              | Olivio Barreto             | 553                        | 1,02                       |
|                            |                                           |                            |                            |                            |
| Iscritti                   | Iscritti                                  | Iscritti                   | 78 978                     | 100,00                     |
| ↳ Votanti (% su iscritti)  | ↳ Votanti (% su iscritti)                 | ↳ Votanti (% su iscritti)  | 54 350                     | 68,82                      |
| ↳ Astenuti (% su iscritti) | ↳ Astenuti (% su iscritti)                | ↳ Astenuti (% su iscritti) | 24 628                     | 31,18                      |
|                            |                                           |                            |                            |                            |
|                            | Esito: collegio confermato a Conservatore |                            |                            |                            |

| Partito                    | Partito                                   | Candidato                  | Risultati 8 giugno 2017 | Risultati 8 giugno 2017 |
| Partito                    | Partito                                   | Candidato                  | Voti                    | %                       |
| -------------------------- | ----------------------------------------- | -------------------------- | ----------------------- | ----------------------- |
|                            | Conservatore                              | Phillip Lee                | 32 882                  | 58,81                   |
|                            | Laburista                                 | Paul Bidwell               | 16 886                  | 30,20                   |
|                            | Lib Dem                                   | Patrick Smith              | 4 186                   | 7,49                    |
|                            | UKIP                                      | Len Amos                   | 1 521                   | 2,72                    |
|                            | Indipendente                              | Olivio Barreto             | 437                     | 0,78                    |
|                            |                                           |                            |                         |                         |
| Iscritti                   | Iscritti                                  | Iscritti                   | 79 167                  | 100,00                  |
| ↳ Votanti (% su iscritti)  | ↳ Votanti (% su iscritti)                 | ↳ Votanti (% su iscritti)  | 55 912                  | 70,63                   |
| ↳ Astenuti (% su iscritti) | ↳ Astenuti (% su iscritti)                | ↳ Astenuti (% su iscritti) | 23 255                  | 29,37                   |
|                            |                                           |                            |                         |                         |
|                            | Esito: collegio confermato a Conservatore |                            |                         |                         |

| Partito                    | Partito                                   | Candidato                  | Risultati 7 maggio 2015 | Risultati 7 maggio 2015 |
| Partito                    | Partito                                   | Candidato                  | Voti                    | %                       |
| -------------------------- | ----------------------------------------- | -------------------------- | ----------------------- | ----------------------- |
|                            | Conservatore                              | Phillip Lee                | 29 606                  | 55,77                   |
|                            | Laburista                                 | James Walsh                | 8 956                   | 16,87                   |
|                            | UKIP                                      | Richard Thomas             | 8 339                   | 15,71                   |
|                            | Lib Dem                                   | Patrick Smith              | 3 983                   | 7,50                    |
|                            | Verdi                                     | Derek Florey               | 2 202                   | 4,15                    |
|                            |                                           |                            |                         |                         |
| Iscritti                   | Iscritti                                  | Iscritti                   | 81 295                  | 100,00                  |
| ↳ Votanti (% su iscritti)  | ↳ Votanti (% su iscritti)                 | ↳ Votanti (% su iscritti)  | 53 086                  | 65,30                   |
| ↳ Astenuti (% su iscritti) | ↳ Astenuti (% su iscritti)                | ↳ Astenuti (% su iscritti) | 28 209                  | 34,70                   |
|                            |                                           |                            |                         |                         |
|                            | Esito: collegio confermato a Conservatore |                            |                         |                         |

| Partito                    | Partito                                   | Candidato                  | Risultati 6 maggio 2010 | Risultati 6 maggio 2010 |
| Partito                    | Partito                                   | Candidato                  | Voti                    | %                       |
| -------------------------- | ----------------------------------------- | -------------------------- | ----------------------- | ----------------------- |
|                            | Conservatore                              | Phillip Lee                | 27 327                  | 52,41                   |
|                            | Lib Dem                                   | Raymond Earwicker          | 11 623                  | 22,29                   |
|                            | Laburista                                 | John Piasecki              | 8 755                   | 16,79                   |
|                            | UKIP                                      | Murray Barter              | 2 297                   | 4,41                    |
|                            | BNP                                       | Mark Burke                 | 1 253                   | 2,40                    |
|                            | Verdi                                     | David Young                | 821                     | 1,57                    |
|                            | Scrap Members Allowances                  | Dan Haycocks               | 60                      | 0,12                    |
|                            |                                           |                            |                         |                         |
| Iscritti                   | Iscritti                                  | Iscritti                   | 76 902                  | 100,00                  |
| ↳ Votanti (% su iscritti)  | ↳ Votanti (% su iscritti)                 | ↳ Votanti (% su iscritti)  | 52 140                  | 67,80                   |
| ↳ Astenuti (% su iscritti) | ↳ Astenuti (% su iscritti)                | ↳ Astenuti (% su iscritti) | 24 762                  | 32,20                   |
|                            |                                           |                            |                         |                         |
|                            | Esito: collegio confermato a Conservatore |                            |                         |                         |

### Elezioni negli anni 2000
| Partito                    | Partito                                   | Candidato                  | Risultati 5 maggio 2005 | Risultati 5 maggio 2005 |
| Partito                    | Partito                                   | Candidato                  | Voti                    | %                       |
| -------------------------- | ----------------------------------------- | -------------------------- | ----------------------- | ----------------------- |
|                            | Conservatore                              | Andrew MacKay              | 25 412                  | 49,69                   |
|                            | Laburista                                 | Janet Keene                | 13 376                  | 26,16                   |
|                            | Lib Dem                                   | Lee Glendon                | 10 128                  | 19,80                   |
|                            | UKIP                                      | Vincent Pearson            | 1 818                   | 3,55                    |
|                            | Indipendente                              | Dominica Roberts           | 407                     | 0,80                    |
|                            |                                           |                            |                         |                         |
| Iscritti                   | Iscritti                                  | Iscritti                   | 80 664                  | 100,00                  |
| ↳ Votanti (% su iscritti)  | ↳ Votanti (% su iscritti)                 | ↳ Votanti (% su iscritti)  | 51 141                  | 63,40                   |
| ↳ Astenuti (% su iscritti) | ↳ Astenuti (% su iscritti)                | ↳ Astenuti (% su iscritti) | 29 523                  | 36,60                   |
|                            |                                           |                            |                         |                         |
|                            | Esito: collegio confermato a Conservatore |                            |                         |                         |

| Partito                    | Partito                                   | Candidato                  | Risultati 7 giugno 2001 | Risultati 7 giugno 2001 |
| Partito                    | Partito                                   | Candidato                  | Voti                    | %                       |
| -------------------------- | ----------------------------------------- | -------------------------- | ----------------------- | ----------------------- |
|                            | Conservatore                              | Andrew MacKay              | 22 962                  | 46,64                   |
|                            | Laburista                                 | Janet Keene                | 16 249                  | 33,01                   |
|                            | Lib Dem                                   | Raymond Earwicker          | 8 428                   | 17,12                   |
|                            | UKIP                                      | Lawrence Boxall            | 1 266                   | 2,57                    |
|                            | ProLife Alliance                          | Dominica Roberts           | 324                     | 0,66                    |
|                            |                                           |                            |                         |                         |
| Iscritti                   | Iscritti                                  | Iscritti                   | 81 102                  | 100,00                  |
| ↳ Votanti (% su iscritti)  | ↳ Votanti (% su iscritti)                 | ↳ Votanti (% su iscritti)  | 49 229                  | 60,70                   |
| ↳ Astenuti (% su iscritti) | ↳ Astenuti (% su iscritti)                | ↳ Astenuti (% su iscritti) | 31 873                  | 39,30                   |
|                            |                                           |                            |                         |                         |
|                            | Esito: collegio confermato a Conservatore |                            |                         |                         |

## Risultati dei referendum

### Referendum sulla permanenza del Regno Unito nell'Unione europea del 2016
|             | Collegio  | Lasciare UE % | Rimanere in UE % |
| ----------- | --------- | ------------- | ---------------- |
|             | Bracknell | 53,2%         | 46,8%            |
| Inghilterra | 53,3%     | 46,7%         |                  |
| Regno Unito | 51,9%     | 48,1%         |                  |